# If Stockholm Open 2016
If Stockholm Open 2016 byl tenisový turnaj pořádaný jako součást mužského okruhu ATP World Tour, který se hrál na krytých dvorcích s tvrdým povrchem v aréně Kungliga tennishallen. Probíhal mezi 17. až 23. říjnem 2016 ve švédské metropoli Stockholmu jako čtyřicátý osmý ročník turnaje.
Turnaj s celkovým rozpočtem 635 645 eur a prize money 566 525 eur patřil do kategorie ATP World Tour 250. Nejvýše nasazeným hráčem ve dvouhře se stal sedmý tenista světa Gaël Monfils z Francie. Jako poslední přímý účastník do hlavní singlové soutěže nastoupil 97. moldavský hráč žebříčku Radu Albot.
Devatenáctý singlový titul na okruhu ATP Tour získal Argentinec Juan Martín del Potro. Bratrská dvojice Elias a  Mikael Ymerovi vybojovala premiérový titul na okruhu ATP Tour a stala se prvním švédským vítězným párem ve Stockholmu od roku 1998. Mikael Ymer přitom zažíval na turnajích ATP Tour debut.

## Rozdělení bodů a finančních odměn

### Rozdělení bodů
| Soutěž  | vítězové | finalisté | semifinalisté | čtvrtfinalisté | 16 v kole | 32 v kole | Q  | Q3 | Q2 | Q1 |
| ------- | -------- | --------- | ------------- | -------------- | --------- | --------- | -- | -- | -- | -- |
| dvouhra | 250      | 150       | 90            | 45             | 20        | 0         | 12 | 6  | 0  | 0  |
| čtyřhra | 250      | 150       | 90            | 45             | 0         | —         | —  | —  | —  | —  |

### Finanční odměny
| Soutěž                              | vítězové | finalisté | semifinalisté | čtvrtfinalisté | 16 v kole | 32 v kole | Q2     | Q1     |
| ----------------------------------- | -------- | --------- | ------------- | -------------- | --------- | --------- | ------ | ------ |
| dvouhra                             | €100 800 | €53 085   | €28 755       | €16 380        | €9 650    | €5 720    | €2 575 | €1 290 |
| čtyřhra                             | €36 620  | €16 100   | €8 720        | €4 990         | €2 920    | —         | —      | —      |
| částka ve čtyřhře je uvedena na pár |          |           |               |                |           |           |        |        |

## Dvouhra

### Nasazení hráčů
| Země                          | Hráč             | ATP | Nasazení |
| ----------------------------- | ---------------- | --- | -------- |
| Francie                       | Gaël Monfils     | 8.  | 1.       |
| Bulharsko                     | Grigor Dimitrov  | 18. | 2.       |
| Chorvatsko                    | Ivo Karlović     | 20. | 3.       |
| Německo                       | Alexander Zverev | 21. | 4.       |
| USA                           | Steve Johnson    | 24. | 5.       |
| USA                           | Jack Sock        | 25. | 6.       |
| USA                           | John Isner       | 26. | 7.       |
| Kypr                          | Marcos Baghdatis | 36. | 8.       |
| Žebříček ATP k 10. říjnu 2016 |                  |     |          |

### Jiné formy účasti na turnaji
Následující hráči obdrželi divokou kartu do hlavní soutěže:
- Juan Martín del Potro
- Elias Ymer
- Mikael Ymer

Následující hráči postoupili z kvalifikace:
- Ryan Harrison
- Tobias Kamke
- Adam Pavlásek
- Jürgen Zopp

### Odhlášení
před začátkem turnaje
- Daniel Evans → nahradil jej  Júiči Sugita
- Lucas Pouille → nahradil jej  Dustin Brown

## Čtyřhra

### Nasazení párů
| Země                                                                      | Hráč             | Země        | Hráč              | ATP | Nasazení |
| ------------------------------------------------------------------------- | ---------------- | ----------- | ----------------- | --- | -------- |
| Brazílie                                                                  | Marcelo Melo     | Brazílie    | Bruno Soares      | 9.  | 1.       |
| Indie                                                                     | Rohan Bopanna    | Filipíny    | Treat Conrad Huey | 43. | 2.       |
| Polsko                                                                    | Marcin Matkowski | Nizozemsko  | Jean-Julien Rojer | 43. | 3.       |
| Chorvatsko                                                                | Mate Pavić       | Nový Zéland | Michael Venus     | 72. | 4.       |
| Žebříček ATP k 10. říjnu 2016; číslo je součtem postavení obou členů páru |                  |             |                   |     |          |

### Jiné formy účasti
Následující páry obdržely divokou kartu do hlavní soutěže:
- Isak Arvidsson /  Fred Simonsson
- Elias Ymer /  Mikael Ymer

## Přehled finále

### Mužská dvouhra
- Juan Martín del Potro vs.  Jack Sock, 7–5, 6–1

### Mužská čtyřhra
- Elias Ymer /  Mikael Ymer vs.  Mate Pavić /  Michael Venus, 6–1, 6–1